# Krisna aesta
Krisna aesta är en insektsart som beskrevs av Delong 1982. Krisna aesta ingår i släktet Krisna och familjen dvärgstritar. Inga underarter finns listade i Catalogue of Life.